# علون أباد
علون‌ أباد هي قرية في مقاطعة أصفهان، إيران. يقدر عدد سكانها بـ 127 نسمة بحسب إحصاء 2016.